# Сграда на Щаба на Трети армейски корпус
Сградата на Щаба на Трети армейски корпус (на гръцки: Στρατηγείο του Γ΄ Σώματος Στρατού) е историческа военна постройка в град Солун, Гърция.

## История
Сградата е построена в 1900 - 1901 година по план на италианския архитект Виталиано Позели като казарма за османските войски. Построена е от дебърския майстор Атанас Митровски. Тържествено открита е на 19 август 1903 година по повод 29-годишнината от възкачването на Абдул Хамид II на престола. От 1912 година, когато Солун попада в Гърция по време на Балканската война, е собственост на гръцката армия. През 1916 година сградата е седалище на Временното правителство на Елевтериос Венизелос. Днес в нея е командването на Третия армейски корпус.

## Архитектура
Представлява двуетажна, продълговата сграда със симетричен правоъгълен план. Централната част е триетажна и леко изпъкнала, за да се подчертае входът на сградата. Освен това входът е подчертан и от веранда и от фронтон на върха на сградата над него. Вътре помещенията са симетрично разположени по коридор, който минава през цялата сграда. Външно симетрията на отворите е очевидна както във вертикалната, така и в хоризонталната ос. Етажите външно са разделени от декоративна лента.